# (38398) 1999 RC195
1999 RC195 (asteroide 38398) é um asteroide da cintura principal. Possui uma excentricidade de 0.14624450 e uma inclinação de 7.86705º.
Este asteroide foi descoberto no dia 8 de setembro de 1999 por LINEAR em Socorro.